# ゲイシャ (小惑星)
ゲイシャ (1047 Geisha) は、小惑星帯（メイン・ベルト）の小惑星。フローラ族に属している。ドイツの天文学者で小惑星捜索者のカール・ラインムートがハイデルベルクのケーニッヒシュトゥール天文台で発見した。
固有名は、珍奇な小惑星名として取り上げられることがあるが、職業としての「芸者」から直接来たものではなく、シドニー・ジョーンズ作のミュージカル『ザ・ゲイシャ』(The Geisha) に由来する。